# آنتونیو پرمونیان
آنتونیو پرمونیان (انگلیسی: Antonio Permunian; ۱۵ اوت ۱۹۳۰ – ۵ مارس ۲۰۲۰) بازیکن فوتبال اهل سوئیس بود.
از باشگاه‌هایی که در آن بازی کرده‌است می‌توان به باشگاه فوتبال لوتسرن اشاره کرد.
وی همچنین در تیم ملی فوتبال سوئیس بازی کرده‌است.